# 班貝格大學
班堡大學（德語：Otto-Friedrich-Universität Bamberg），位在德国巴伐利亚州北部班贝格，為一所歷史悠久的大學。

## 簡介
班堡大學的全名，是以兩位貢獻者的名稱命名。一位是Melchoir Otto Voit von Salzburg，他在1647年成立耶穌教育機構「Academia Ottoniana」。另一位是1735年選帝候主教Friedrich Karl von Schoenborn，他成立法學院，使這個學校有著完全大學的基本架構。

### 校史沿革
- 1586年：以教會「Seminarum Ernestinum」講學形式成立
- 1773年：已有神學、哲學、法學與藥學等學系成立
- 1776年：成立師範學院
- 1939年-1945年：因許多因素而停校
- 1972年：整合教育機構成為「Gesamthochschule」
- 1988年：以Otto與Friedrich為名，正式成為「班堡大學」

## 學系分類

### 神學
- 聖經與歷史神學
- 系統神學
- 應用神學

### 語言與文學
- 英語
- 德語
- 古哲學
- 傳播科學
- 東方學
- 羅曼語文學
- 斯拉夫語

### 教育、哲學與心理學
- 教育學
- 哲學
- 心理學
- 勞工學
- 新教神學
- 數學與自然科學
- 音樂教育
- 藝術教育
- 體育

### 歷史與地理學
- 考古，建築研究，紀念物保存
- 地理
- 藝術史
- 人類學

### 經濟資訊與應用資訊學
- 應用資訊
- 資訊學系
- 經濟資訊系

## 其他
- Master、Diplom 與Bachelor的學費是615歐元。
- 根據統計，這個學校最多的外國學生來自保加利亞、波蘭與中國。
- 這個學校位於老城中，連學系位置也分得很散，也由於分得很散，遊走於每個學系的系館與圖書館，將有不同的驚奇。

## 著名校友
- um 1230 – 1313 Hugo von Trimberg  : 德国教育家
- 1753 – 1816 Adalbert Friedrich Marcus : 德国医学家
- 1781 – 1826 Johann Baptist Rittter von Spix : 德国教育家
- 1799 – 1890 约翰·伊格纳兹·冯·多林格 : 德国神学家
- 1888 – 1963 Benedikt Kraft : 德国教育家
- 1893 – 1960 瓦尔特·诺达克 : 德国化学家
- 1912 – 1997 Othmar Heggelbacher : 德国法学家
- 1920 – 2010 Elisabeth Roth: 德国教育家
- 1929 – 2005 Siegfried Oppolzer: 德国教育家
- 1928 -  2015 漢斯·察赫 : 德國社會法學家

## 外部連結
- 班堡大學網站 （页面存档备份，存于）
- 學生活動社群網 （页面存档备份，存于）